# Messieurs les noyés de la Seine
Chansons représentant la Belgique au Concours Eurovision de la chanson
Le Plus Beau Jour de ma vie
(1956)
Messieurs les noyés de la Seine est la première chanson, avant Le Plus Beau Jour de ma vie, représentant la Belgique au premier Concours Eurovision de la chanson en 1956 (la seule édition à permettre deux chansons par pays), interprétée par le chanteur belge Fud Leclerc. L'évènement se déroulait à Lugano, en Suisse.

## Thème de la chanson
C'est une chanson avec une composition typique des premières années du concours. Les paroles traitent d'une prise au piège dans un mariage sans amour pour laquelle l'interprète souhaiterait « se noyer dans la Seine ».

## À l'Eurovision
Elle est intégralement interprétée en français, une des langues nationales, comme le veut la coutume avant 1966. C'est la toute première chanson dans l'histoire du concours à être chantée en français.
L'orchestre est dirigé par Léo Souris.
Il s'agit de la troisième chanson interprétée lors de la soirée, après Das alte Karussell de Lys Assia qui représentait la Suisse et avant Im Wartesaal zum großen Glück de Walter Andreas Schwarz qui représentait l'Allemagne. Le tableau d'affichage pour ce concours n'a jamais été rendu public, il est donc impossible de dire avec certitude comment la chanson s'est classée, seule la chanson gagnante Refrain fut annoncée,.